# قائمة المدن الفينيقية
أهم المدن الفينيقية هي:

## الساحل الشرقي للمتوسط

### ساحل لبنان
- صيدون أي صيدا الحالية في لبنان.
- صور التي تعتبر من أقدم المدن الفينيقيّة، يعود تأسيسها إلى الألف الثّالث ق.م.
- بيبلوس أو جبيل الحالية في لبنان.
- بيريت أي بيروت الحالية في لبنان.
- تريبولي أي طرابلس الحالية في لبنان. وقد عرفت بهذا الاسم اليوناني الأصل لأنّها كانت تتألّف من 3 مدن صغيرة أو 3 أحياء خاصّة بالصّوريّين والأرواديّين والصّيدونيين.وغدت منذ أواخر الألف الثّاني ق.م من أكثر المدن الفينيقيّة صيتًا وشهرة.

### ساحل سوريا
- أوغاريت أي رأس شمرا الحالية في سوريا.
- انترادوس أو ارفاد والتي هي جزيرة أرواد على الساحل السوري.
- انتاردوس  هو الاسم القديم ل طرطوس السورية.
- امارتوس  وهي مدينة عمريت الاثرية جنوب طرطوس السورية

### ساحل فلسطين
- عكر وهي مدينة عكا على الساحل الفلسطيني.

## الساحل الجنوبي للمتوسط

### ساحلليبيا
- لبروتون والتي تعرف اليوم بمدينة صبراتة إحدى مدن ليبيا

الاسم الفينيقي لصبراته هوصبراته ولم يتغير حتى في العهد الروماني وإلى يومنا هذا
- «أويا» وهي طرابلس الحالية
- ليبادة " وهي التي عرفت لاحقا بليبتيس ماغنا بالاتيني أي لبدة العظمى ومنها خرجت سلالة سيفيروس الليبية الفينيقية التي حكمت روما لما يقارب القرن ابتداء من سيبتيميوس سيفيروس ثما لحقه ابنه كاركلا ثما لحقه حفيده اليكساندر سيفيروس وكلهم فينيقيون ليبيون تكلموا الاتينية بلهجة فينيقية..كما حكم روما بعدهم الإمبراطور الفينيقي الليبي جباليوس والذي لم يستمر خكمه لفترة طويلة وقد سمي جباليوس نسبة إلى الجبل الذي جاء منه وهو جبل طرابلس أو ما يعرف اليوم بجبل نفوسه

### ساحلتونس
- قرطاجة أو مدينة قرطاجة
- بروسبينا وهي مدينة المنستير التونسية.
- عتيقا وهي موقع مدينة أوتيك الحالية التونسية.
- ثيناي  وتابارورة وهما بجوار مدينة صفاقس التونسية الحالية.
- سوسة أسسها الصوريون في القرن التاسع ق.م قبل تأسيس قرطاجة وفي فترة لاحقة أصبحت من أملاكها وكانت من أكبر المدن الفينيقية في ساحل تونس الشرقي وأهمها بعد قرطاجة وأوتيكا على مستوى شمال أفريقيا.
- كركوان على الساحل التونسي.

### ساحلالجزائر
- هيبو والتي تعرف البوم بمدينة عنابة إحدى مدن الجزائر.
- تيباسا وهي مدينة تيباسا الجزائرية
- أيول أي شرشال الحالية المطلة على البحر الأبيض المتوسط تبعد نحو 90 كم غرب مدينة الجزائر وهي عاصمة ولاية تيبازا.
- قرتا أي قسنطينة الحالية التي تبعد عن مدينة الجزائر ب 300 كم شرقا عاصمة ولاية قسنطينة.
- روسيكاد أي سكيكدة الحالية التي تعتبر من أهم المدن في الجزائر حاليا.
- ساحل المغرب:

كان اسم مدينةالصويرة على الساحل المغربي هو ليكسوس
- طنجة
- سبتة
- مليلية
- صويرة
- أسفي

## الجزر المتوسطية

### صقلية
- بالميرو في جزيرة صقلية.
- ميثانا على ساحل صقلية.
- كاستيلو والتي هي مدينة كالياري الإيطالية.

### جزيرة سردينيا
- أولبيا مدينة في شمال شرق جزيرة سردينيا.
- ألغيرو، مدينة إيطالية ساحلية تقع شمال غرب جزيرة سردينيا
- اوثوكا الفينيقية القديمة وهي مدينة أوريستانو الإيطالية في إقليم سردينيا.

مدن كالاريس، نورا، بيثيا، سولسيس، تاروس، بوسا، توريس وجميعها في جزيرة سردينيا.

### قبرص
- فاماغوستا المدينة القبرصية، تنتمي للقسم الشمالي من جزيرة قبرص.
- كيتيون وهي مدينة لارنكا الحالية.

## الساحل الشمالي للمتوسط

### الساحل الأسباني
- مالاكة أي مدينة مالقة الأسبانية الحالية.
- غاديرا التي هي مدينة قادس الأسبانية.
- أُونُوسْ بَعْل وهي مدينة ولبة بالجنوب الغربي لإسبانيا.
- ترشيش على الساحل الأسباني.

### الساحل اليوناني
- غيثيو والتي هي مدينة ييثيواليونانية.

### البرتغال
- لشبونة[1][2][3]

### فرنسا
- نيم[4]